# جواد أقدار
جواد أقدار (9 سبتمبر 1984 - 20 أكتوبر 2012 )، لاعب كرة قدم مغربي. توفي متأثراً بنوبة قلبية بعد إحدى مبارياته مباشرةً.

## روابط خارجية
- جواد أقدار على موقع قاعدة بيانات كرة القدم.إي يو (الإنجليزية)
- جواد أقدار على موقع ناشيونال فوتبول تيمز (الإنجليزية)
- جواد أقدار على موقع أوليمبيديا (الإنجليزية)